# Platycheirus macroantennae
Platycheirus macroantennae är en tvåvingeart som beskrevs av He 1992. Platycheirus macroantennae ingår i släktet fotblomflugor, och familjen blomflugor. Inga underarter finns listade i Catalogue of Life.